# Boss (singel Lil Pump)
„Boss” – piosenka amerykańskiego rapera Lil Pumpa; główny singel z jego debiutanckiego albumu studyjnego Lil Pump (2017). Pierwotnie utwór został wydany niezależnie przez Lil Pumpa w serwisie SoundCloud 19 kwietnia 2017 r., później został wydany jako singel 6 czerwca 2017 r. nakładem Tha Lights Global i Warner Records. Utwór został odtworzony ponad 230 milionów odtworzeń w serwisie YouTube oraz osiągnął 40. miejsce na liście przebojów Hot R&B/Hip-Hop Songs. Pokrył się też platyną w USA.

## Pozycje na listach
| Lista (2017)                                   | Pozycja |
| ---------------------------------------------- | ------- |
| Kanada (Canadian Hot 100)                      | 93      |
| USA Bubbling Under Hot 100 Singles (Billboard) | 1       |
| USA Hot R&B/Hip-Hop Songs (Billboard)          | 40      |

## Certyfikaty sprzedaży
| Kraj                      | Certyfikat | Ilość sprzedanych jednostek |
| ------------------------- | ---------- | --------------------------- |
| Stany Zjedonoczone (RIAA) | Platyna    | 1,000,000                   |